# 旭町 (半田市)
旭町（あさひまち）は、愛知県半田市の地名。

## 地理
半田市南東部に位置する。東は川崎町、西は有楽町、南は知多郡武豊町、北は成岩東町に接する。

### 学区
市立小・中学校に通う場合、学校等は以下の通りとなる。また、公立高等学校に通う場合の学区は以下の通りとなる。
| 番・番地等     | 小学校             | 中学校             | 高等学校 |
| -------------- | ------------------ | ------------------ | -------- |
| 一丁目         | 半田市立成岩小学校 | 半田市立成岩中学校 | 尾張学区 |
| 二丁目～五丁目 | 半田市立花園小学校 | 半田市立青山中学校 | 尾張学区 |

## 歴史

### 人口の変遷
国勢調査による人口および世帯数の推移。
| 1995年（平成7年）  | 412世帯 1146人 |  |
| 2000年（平成12年） | 551世帯 1517人 |  |
| 2005年（平成17年） | 734世帯 1963人 |  |
| 2010年（平成22年） | 849世帯 2099人 |  |
| 2015年（平成27年） | 840世帯 1948人 |  |
| 2020年（令和2年）  | 892世帯 1844人 |  |

### 沿革
- 1957年（昭和32年） - 半田市成岩の一部により、同市旭町が成立[2]。

## 交通
- JR武豊線東成岩駅[1]
- 国道247号[1]

## 施設
- 川崎製鉄知多製造所[1]
- 半田コロナワールド

### WEB
1. ↑  “愛知県半田市の町丁・字一覧”.   人口統計ラボ. 2023年11月25日閲覧。
2. 1 2  総務省統計局 (2022年2月10日). “令和2年国勢調査の調査結果(e-Stat) - 男女別人口，外国人人口及び世帯数－町丁・字等” (CSV). 2023年8月2日閲覧。
3. ↑  “愛知県半田市の郵便番号一覧”.   日本郵便. 2023年11月25日閲覧。
4. ↑  “市外局番の一覧” (PDF).   総務省 (2022年3月1日). 2022年3月22日閲覧。
5. ↑  半田市教育委員会事務局教育部学校教育課 学校担当 (2015年4月1日). “半田市立小中学校　通学区域一覧（町名あいうえお順）” (PDF).   半田市. 2024年1月2日閲覧。
6. ↑  “平成29年度以降の愛知県公立高等学校（全日制課程）入学者選抜における通学区域並びに群及びグループ分け案について”.   愛知県教育委員会 (2015年2月16日). 2019年1月14日閲覧。
7. ↑  総務省統計局 (2014年3月28日). “平成7年国勢調査の調査結果(e-Stat) - 男女別人口及び世帯数 －町丁・字等” (CSV). 2021年7月20日閲覧。
8. ↑  総務省統計局 (2014年5月30日). “平成12年国勢調査の調査結果(e-Stat) - 男女別人口及び世帯数 －町丁・字等” (CSV). 2021年7月20日閲覧。
9. ↑  総務省統計局 (2014年6月27日). “平成17年国勢調査の調査結果(e-Stat) - 男女別人口及び世帯数 －町丁・字等” (CSV). 2021年7月21日閲覧。
10. ↑  総務省統計局 (2012年1月20日). “平成22年国勢調査の調査結果(e-Stat) - 男女別人口及び世帯数 －町丁・字等” (CSV). 2021年7月21日閲覧。
11. ↑  総務省統計局 (2017年1月27日). “平成27年国勢調査の調査結果(e-Stat) - 男女別人口及び世帯数 －町丁・字等” (CSV). 2021年7月21日閲覧。

### 書籍
1. 1 2 3 4 5  「角川日本地名大辞典」編纂委員会 1989, p. 1814.
2. ↑  「角川日本地名大辞典」編纂委員会 1989, p. 91.